# Gambria nigripennis
Gambria nigripennis là một loài bọ cánh cứng trong họ Cerambycidae.